# Життєстійкість

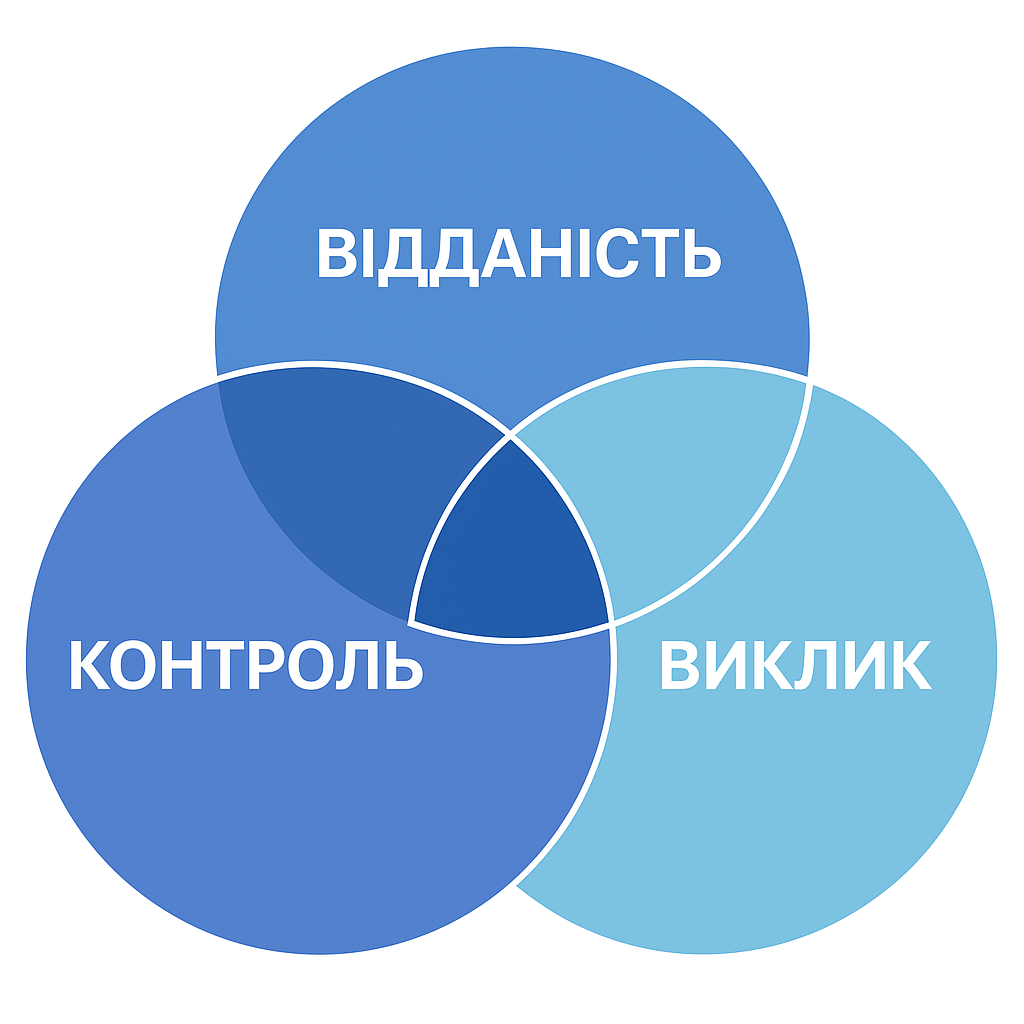
Компоненти життєстійкості

Життєстійкість (англ. hardiness) — це особистісна риса або стиль функціонування особистості, який забезпечує стійкість до стресу та сприяє адаптації до життєвих труднощів. Вперше термін був запропонований Сюзанною Кобаса (Suzanne C. Kobasa) у 1979 році як пояснення, чому деякі менеджери залишаються здоровими попри високий рівень життєвого стресу. У наступні роки концепція була поглиблена Сальваторе Медді (Salvatore Maddi) та його колегами в Університеті Чикаго.

## Визначення
У перших дослідженнях життєстійкість визначалася як структура особистості, яка є ресурсом стійкості в умовах стресу. Вона складається з трьох основних компонентів (3C):
- Відданість (commitment) — активна участь у подіях життя, щира зацікавленість у навколишньому світі та в інших людях.
- Контроль (control) — переконання, що людина може впливати на події свого життя за допомогою власних зусиль.
- Виклик (challenge) — сприйняття змін як природної частини життя та можливості для особистісного зростання[8].

## Історичні корені
У 1960-х роках Медді почав розвивати ідеї екзистенційної психології, стверджуючи, що відчуття беззмістовності життя, апатія та відчуження є поширеними проблемами сучасної людини. Він окреслив два типи особистості: «преморбідну» (залежну від соціальних ролей і біологічних потреб) та «ідеальну» (усвідомлену, здатну до саморефлексії та символічного мислення). Останній тип є ближчим до концепції життєстійкої особистості.

## Механізми життєстійкості
Життєстійкість вважається важливим чинником психологічної резилентності або індивідуальним шляхом, що веде до стійких результатів. Ряд досліджень показує, що стійкість має позитивний вплив та пом'якшує негативний вплив стресу на здоров'я та продуктивність. Хоча ранні дослідження спиралися майже виключно на чоловіків-керівників бізнесу, протягом багатьох років цей буферний ефект був продемонстрований у великій різноманітності професійних груп, а також у непрофесіоналів, включаючи військові групи, вчителів та співробітників університетів, пожежників та студентів. Однак не кожне дослідження продемонструвало такий пом'якшувальний або пом'якшувальний ефект, і існують дебати щодо того, чи є вплив стійкості інтерактивним, чи переважно незалежним від рівня стресу.
Життєстійкість забезпечується комбінацією когнітивних та поведінкових механізмів, а також біофізичних процесів. Тобто, зі зростанням стресових обставин зростає фізичне та психічне навантаження на людину, і якщо це навантаження достатньо інтенсивне та тривале, очікуються порушення здоров'я та продуктивності. Стиль особистості стійкості пом'якшує цей процес, заохочуючи ефективне психічне та поведінкове подолання, формуючи та використовуючи соціальну підтримку, а також залучаючи до ефективних практик самодогляду та охорони здоров'я.

### Когнітивні оцінки
За словами Кобаси, люди з високим рівнем стійкості схильні сприймати стресові обставини в перспективі та інтерпретувати їх як менш загрозливі. Внаслідок цих оптимістичних оцінок вплив стресових подій зменшується, і вони з меншою ймовірністю негативно впливають на здоров'я людини. Дослідження стресових факторів, про які повідомляли самі люди, стресового досвіду в реальному житті та стресу, викликаного лабораторією, підтверджують це твердження. Наприклад, у двох дослідженнях учасниками були військові курсанти, які проходили стресову підготовку, і було виявлено, що курсанти, які отримали високі бали за стійкістю, оцінювали бойову підготовку в менш загрозливих термінах і водночас вважали себе більш здатними впоратися з навчанням.

### Поведінкове копінгування
Стиль подолання труднощів, який найчастіше пов'язують із життєстійкістю, — це трансформаційне копінгування. Воно полягає в перетворенні стресових подій на менш стресові. На когнітивному рівні це включає осмислення події в ширшому контексті, в якому вона вже не здається такою загрозливою. На рівні дії люди з високим рівнем життєстійкості, як вважається, реагують на стресові ситуації шляхом активної взаємодії з ними — намагаючись перетворити ці ситуації на перевагу та можливість для зростання. У цьому процесі вони досягають глибшого розуміння. На підтвердження цієї ідеї два дослідження показали, що вплив життєстійкості на симптоми захворювань частково опосередковується позитивним зв'язком між життєстійкістю та, ймовірно, корисними стилями копінгу, а також негативним зв'язком із припущено шкідливими стилями подолання.

### Соціальні ресурси та поведінка, що сприяє здоров'ю
Трансформаційне копінгування може також охоплювати поведінку, спрямовану на збереження здоров'я, а також залучення або ефективне використання соціальних ресурсів. Одне з досліджень показало, що в умовах стресу, пов'язаного з робочим середовищем, підтримка з боку керівника, але не підтримка з боку родини, сприяла збереженню здоров'я у керівників із високим рівнем життєстійкості. Для керівників із низьким рівнем життєстійкості підтримка керівника не мала позитивного ефекту, а підтримка з боку родини навіть погіршувала стан їхнього здоров'я. Ці результати свідчать про те, що життєстійкі люди здатні адекватно оцінювати та обирати відповідний тип підтримки в конкретній ситуації.
Інше дослідження підтвердило непрямий вплив життєстійкості через соціальну підтримку на симптоматику посттравматичного стресового розладу в американських ветеранів В'єтнамської війни.
Хоча декілька досліджень виявили зв'язок між життєстійкістю та ефективним використанням соціальних ресурсів, деякі не підтвердили цієї залежності, показавши натомість, що обидва чинники — життєстійкість і соціальні ресурси — незалежно сприяють позитивним результатам у сфері здоров'я.
Декілька досліджень показали, що між життєстійкістю та фізичними вправами немає значущого зв'язку. Водночас одне з досліджень, яке охоплювало широкий спектр поведінки, що захищає здоров'я (включно з фізичними вправами), виявило, що життєстійкість впливає на здоров'я опосередковано — через такі поведінкові практики. Інше дослідження встановило негативний зв'язок між життєстійкістю та самозвітом щодо вживання алкоголю, а також вживанням наркотиків — як за даними самооцінки, так і результатами аналізів сечі.

### Біофізіологія
Життєстійкість, ймовірно, пов'язана з відмінностями у фізіологічному збудженні. Вона допомагає знизити ступінь активації симпатичної нервової системи у відповідь на стресові події. Учасники досліджень із високими показниками життєстійкості демонстрували нижчу серцево-судинну реактивність на стрес.
Інше дослідження вивчало функціональну ефективність імунних клітин у людей із різними рівнями життєстійкості. Зокрема, досліджували здатність лімфоцитів до розмноження in vitro у відповідь на вплив антигенів і мітогенів — процес, що вважається аналогом імунної відповіді організму на інфекцію. Результати показали, що учасники з високим рівнем життєстійкості мали значно вищу середню проліферативну відповідь лімфоцитів.
Інші дослідження пов'язують життєстійкість із варіаціями рівнів холестерину та гормонів. Зокрема, Бартон із колегами вивчали рівень життєстійкості у зв'язку з повним ліпідним профілем, включно з ліпопротеїнами високої щільності (ЛПВЩ), які вважаються «корисним» холестерином. Це дослідження показало, що учасники з високим рівнем життєстійкості більш ніж удвічі частіше мали високі рівні ЛПВЩ порівняно з тими, хто мав низький рівень життєстійкості. Хоча вважається, що життєстійкість може бути пов'язана зі зниженим рівнем «гормону стресу» кортизолу, одне з небагатьох досліджень, що перевіряло цю гіпотезу, виявило, навпаки, вищі рівні кортизолу у людей із високою життєстійкістю.

## Вимірювання
Для оцінки життєстійкості використовують різні психометричні інструменти, зокрема:
- Personal Views Survey;[33]
- Dispositional Resilience Scale;[34]
- Cognitive Hardiness Scale.[35]

Ці шкали використовуються як у клінічній практиці, так і в дослідженнях на різних вибірках — від військових до студентів і медиків.

## Схожість з іншими конструкціями
Життєстійкість має спільні риси з такими поняттями, як:
- Локус контролю — переконання в здатності контролювати події;[36]
- Почуття когерентності — здатність сприймати життя як осмислене, кероване та зрозуміле;[37]
- Самоефективність — віра в здатність досягати мети;[38]
- Оптимізм — очікування позитивного результату.[39]

Основна відмінність полягає в тому, що життєстійкість акцентує на зміні як нормі життя, тоді як деякі інші концепції надають перевагу стабільності.